# Fútbol Club Villa Clara
Cet article concerne le club de football cubain. Pour les autres significations, voir Villa Clara.
Maillots
Actualités
Dernière mise à jour : 31 décembre 2019.
Le FC Villa Clara est un club de football cubain basé à Zulueta, dans la province de Villa Clara, qui joue actuellement en première division cubaine. 
Avec 14 championnats de Cuba à son palmarès, c'est le club le plus titré du pays.

## Histoire
Grand animateur du championnat de Cuba depuis sa création en 1978, le FC Villa Clara entretenait une grande rivalité avec le FC Pinar del Río, club avec qui il s'est partagé la quasi-totalité des titres dans les années 1980 (5 pour Villa Clara contre 3 pour Pinar del Río).
Néanmoins, cette confrontation a cédé sa place à une autre rivalité l'opposant au FC Ciudad de La Habana, club de la capitale. Cette rivalité a pris d'autant plus d'importance depuis les deux finales de championnat perdues par le FC Villa Clara aux mains de son rival de La Havane (1998 et 2000-01), au point de devenir le « classique » du football cubain.
La décennie 2010 s'avère particulièrement faste dans la mesure où le club remporte trois championnats consécutifs en 2011, 2012 et 2013 puis un quatrième titre en 2016. Cependant l'année 2018 finit en queue de poisson puisque le club termine bon dernier du championnat et est relégué en Torneo de Ascenso (l'équivalent de la D2 cubaine) pour la première fois de son histoire. Néanmoins, le passage de 12 à 16 clubs du championnat cubain en 2019 permet au FC Villa Clara de sauver sa place en 1re division.

## Palmarès
- Championnat de Cuba (14) :
  - Champion : 1980, 1981, 1982, 1983, 1986, 1992, 1996, 1997, 2002-03, 2004-05, 2011, 2012, 2013 et 2016.
  - Vice-champion : 1978-79, 1979, 1985, 1987, 1990-91, 1998, 2000-01, 2003, 2006, 2008-09 et 2014.

## Joueurs

### Équipe actuelle (2020)
Source : El Nuevo Blog del Fútbol Cubano.
| N° | Nat.            | Poste | Nom du joueur                |
| -- | --------------- | ----- | ---------------------------- |
|    | Drapeau de Cuba | G     | Ronaldo Ferrer Chávez        |
|    | Drapeau de Cuba | G     | Ray Santiago Machado Yanet   |
|    | Drapeau de Cuba | G     | César Manzano Destrades      |
|    | Drapeau de Cuba | D     | William Rodríguez Aguilar    |
|    | Drapeau de Cuba | D     | Gilbert Iglesias Díaz        |
|    | Drapeau de Cuba | D     | Enmanuel López Alberto       |
|    | Drapeau de Cuba | D     | Lázaro Yasmany Tuero Zanetti |
|    | Drapeau de Cuba | D     | Luis René Pérez Arencibia    |
|    | Drapeau de Cuba | D     | Dariel Morejón               |
|    | Drapeau de Cuba | D     | Frank González Crespo        |
|    | Drapeau de Cuba | D     | Lesyán Torres Pérez          |
|    | Drapeau de Cuba | D     | Harol Rodríguez Sardiñas     |
|    | Drapeau de Cuba | D     | Isduan Samuel Dueñas López   |
|    | Drapeau de Cuba | D     | Brayan R. Aquines Ruiz       |
|    | Drapeau de Cuba | M     | Osdani Soto Cuella           |

| No. | Nat.            | Position | Nom du joueur                  |
| --- | --------------- | -------- | ------------------------------ |
|     | Drapeau de Cuba | M        | Norgeman Rodríguez Hernández   |
|     | Drapeau de Cuba | M        | Cristian Guillén Machado Núñez |
|     | Drapeau de Cuba | M        | Jeffrey Miguel Maya Bonilla    |
|     | Drapeau de Cuba | M        | Roberney Caballero Ariosa      |
|     | Drapeau de Cuba | M        | Iván Enrique Águila Mesa       |
|     | Drapeau de Cuba | M        | Yordan Pérez Hurtado           |
|     | Drapeau de Cuba | M        | Lázaro D. Monzón Lorenzo       |
|     | Drapeau de Cuba | M        | Lázaro E. Duquesne Espinosa    |
|     | Drapeau de Cuba | M        | Jaime Lázaro Domenech Pérez    |
|     | Drapeau de Cuba | M        | Osmany Capote Gallardo         |
|     | Drapeau de Cuba | M        | Jorge A. Castro González       |
|     | Drapeau de Cuba | A        | Lázaro Yunior Betancourt Villa |
|     | Drapeau de Cuba | A        | Yosvani García González        |
|     | Drapeau de Cuba | A        | Yoelvis González Cardoso       |
|     | Drapeau de Cuba | A        | Luis Alberto Villegas Ramírez  |

### Principaux joueurs (tous les temps)
| - Ariel Betancourt - Jorge Luis Clavelo - Regino Delgado - Maykel Galindo - Roberto Linares | - Yénier Márquez - Silvio Pedro Miñoso - Odelín Molina - Roberto Pereira - Serguei Prado |

## Entraîneurs
- Julio César Álvarez (1978–1992), cinq fois champion de Cuba en 1980, 1981, 1982, 1983 et 1986.
- Gilberto "Guayo" González (??–??)
- Francisco "Pancho" González (??–??)
- Rolando Rodríguez Suárez (2000–2005), double champion en 2002-03 et 2004-05.
- Julio César Álvarez (??–2009)
- Ariel Álvarez Leyva (2009–2012), double champion en 2011 et 2012.
- Pedro Pablo Pereira (2013), champion en 2013.
- Rolando Rodríguez Suárez (2014)
- Mario Cuesta (2015)
- Raúl Mederos (2016–2017), champion en 2016.
- Pedro Pablo Pereira (2018)
- Rudy Lay Arencibia (2019-)